# غوثام إف سي
غوثام NJ/NY إف سي هو فريق محترف  كرة القدم النسائية، ومقره في  هاريسون (نيو جيرسي). تأسس الفريق عام 2006 باسم "جيرسي سكاي بلو"، وكان يُعرف باسم "سكاي بلو إف سي" من عام 2008 حتى عام 2021. عضو مؤسس في الدوري الوطني لكرة القدم للسيدات (NWSL) في 2013، لعب النادي أيضًا في دوري المحترفات لكرة القدم (WPS) من 2009 إلى 2011.

## التاريخ

### التأسيس 2008
سمى النادي إيان سويرز كأول مدرب والمدير العام  للفريق في 5 مارس 2008. ومع ذلك، لم يكن حتى 9 سبتمبر 2008 عندما تأسس النادي رسميا تحت اسم السماء الزرقاء. بعد  أسبوع واحد من التأسيس، ضم النادي  ثلاث لاعبات من المنتخب الوطني الأمريكي  هيذر أورايلي و ناتاشا كاي و كريستي بيرس .
في 24 سبتمبر، أقام الدوري درافت 2008 المخصص لانتداب لاعبات الجامعات والأجانب إلى دوري كرة القدم للمحترفات، اختار النادي لاعبة المنتخب الاسترالي الوطني المهاجمة سارة والش في الجولة الأولى، ثم ضم لاعبات المنتخب البرازيلي روزانا واستر في ثاني وثالث جولة على التوالي، أنهى اختياره بضم لاعبة المنتخب الكندي لاعبة خط الوسط كيلي باركر في الجولة الرابعة. وبالإضافة إلى هذه الاختيارات، سجل سكاي بلو  اف سي لاعبة خط وسط المنتخب الأسترالية  كوليت مكلوم ومدافعة المنتخب الإنجليزي الوطني أنيتا اشانتي لكي ينضما لما بعد درافت اللاعبات في سبتمبر 26, 2008 2 أكتوبر 2008 على التوالي.

## اللاعبات

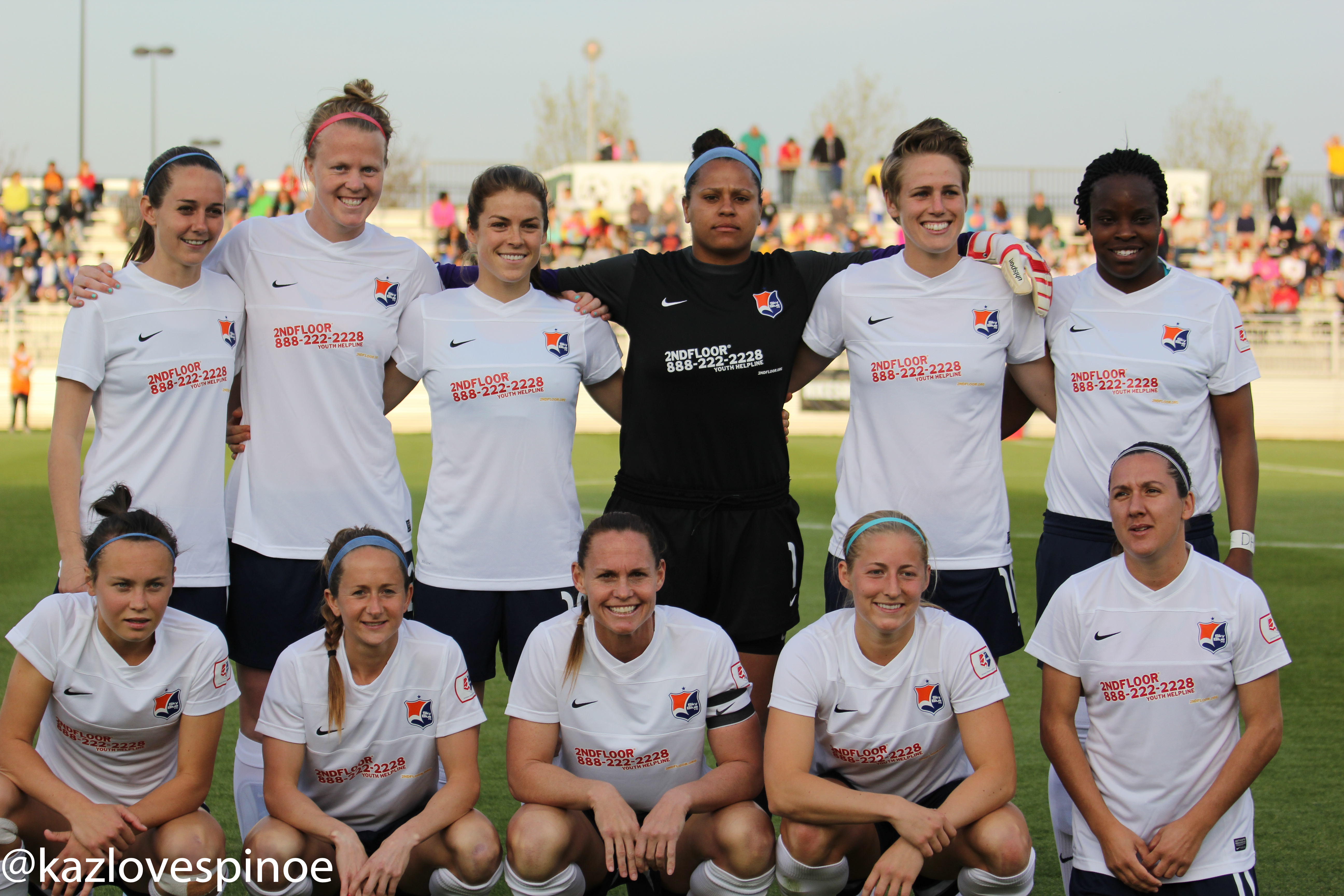
تشكيلة سكاي بلو في 2013

### القائمة الحالية
ملاحظة: تشير الأعلام إلى المنتخب الوطني على النحو المحدد في قواعد الأهلية للفيفا. قد يحمل اللاعبون أكثر من جنسية واحدة غير تابعة للفيفا.
| الرقم | البلد            | المركز | اللاعب          |
| ----- | ---------------- | ------ | --------------- |
| 1     | كندا             | حارس   | كيلن شيردان     |
| 2     | الولايات المتحدة | مهاجم  | مكنزي ميهان     |
| 5     | الولايات المتحدة | مهاجم  | مايا هيز        |
| 8     | الولايات المتحدة | مدافع  | إيريكا سكروسكي  |
| 10    | فرنسا            | وسط    | دافني كوربوز    |
| 11    | كوستاريكا        | وسط    | راكيل رودريغز   |
| 15    | الولايات المتحدة | مدافع  | كايلا ميلس      |
| 16    | الولايات المتحدة | وسط    | ساره كيليون     |
| 17    | الولايات المتحدة | مدافع  | دومس ريتشاردسون |
| 22    | الولايات المتحدة | مدافع  | ماندي فريمان    |

| الرقم | البلد            | المركز | اللاعب         |
| ----- | ---------------- | ------ | -------------- |
| 27    | الولايات المتحدة | حارس   | كارولاين كيسي  |
| 33    | الولايات المتحدة | وسط    | إيرين سايمون   |
|       | كندا             | مهاجم  | جينين بكي      |
|       | الولايات المتحدة | وسط    | كارلي لويد     |
|       | الولايات المتحدة | مهاجم  | جن هوي         |
|       | الولايات المتحدة | وسط    | كريستينا غيبون |
|       | الولايات المتحدة | مهاجم  | شيا غروم       |
|       | الولايات المتحدة | مهاجم  | كيتي جونسون    |
|       | البرازيل         | وسط    | تيسا مورينو    |